# 本西彩希帆
本西 彩希帆（もとにし さきほ、1998年5月27日 - ）は、日本の女優、歌手、タレント。千葉県出身。劇団4ドル50セントの元劇団員である。父は元プロ野球選手、野球解説者、プロ野球指導者の本西厚博。

## 略歴
本西家の三女として生まれる。家族構成は父（厚博）、母、姉2人。
好きな動物はパンダで、持ち物や服だけでなく自身のSHOWROOM個人ルームのアバターにもイメージとして用いている。
小学生時代、読書に没頭し、立て続けで読んでいた偉人伝を通じて新選組のファンになる。
高校入学後、保育士を目指し、普通の女子高生として生活していたが、高校1年生の頃に本西がアニメ好きであることを知ったクラスメイトに勧められて『薄桜鬼 ～新選組奇譚～』を観るようになる。アニメや2.5次元ミュージカルに詳しい友人からこの作品を紹介された本西は、まずアニメを視聴してドハマり。その後、友人が貸してくれた2012年にミュージカル『薄桜鬼』の初演として上演された『斎藤一 篇』のDVDを鑑賞し、ゲームもプレイするようになる。その後、2014年に上演されたミュージカル『薄桜鬼風間千景篇』の映像でヒロイン・雪村千鶴役を演じた富田麻帆の演技に感銘を受け、同役を志し始める。以降、同シリーズ上演作品をDVDで追いかけ、初めて生で観劇したのは2015年に上演されたミュージカル『薄桜鬼黎明録』。2018年に上演されたミュージカル『薄桜鬼 志譚土方歳三 篇』では、プレミアム席のチケットを自ら取って観劇した。
高校3年生の時、2016年9月から募集が始まった秋元康プロデュースの劇団（エイベックス）オーディションを受けて合格。そのオーディションを受けた理由としてインタビューでは、元来好きだった同じく秋元康プロデュースのアイドルグループ乃木坂46があると語った。その後、無事合格し、2017年8月に劇団4ドル50セントの旗揚げメンバーとしてお披露目された。
女優を志すきっかけとなったアニメや漫画を舞台化する通称「2.5次元ミュージカル」に強く心惹かれ、その世界で生きていきたいという意志を強く持っている。本人曰く「常に状況を分析し、綿密に計画を立てるタイプ」、そんな慎重派な彼女はダンス・歌・演技経験ゼロという状況で活動当初から「確かにど素人で、周りについて行くのが精一杯。だからまずは脇役から入ります。この1年で周りをおびやかす。そして3年後主役を取ります」と語っており、その後の2019年4月・5月に念願のミュージカル薄桜鬼志譚風間千景篇で雪村千鶴役を演じるという5年来の夢を叶えた。
2019年11月、個人ブログ「それぞれの場所で」が開設された。
2023年3月20日、劇団４ドル５０セント公式HP上にて同年4月30日での劇団からの卒業が発表された。
2023年5月1日、株式会社オフィス・メイへの所属が発表された。
2023年6月1日、本西彩希帆オフィシャルファンクラブ『espoir』開設。

## 出演

### 舞台
| タイトル                                                                           | 役柄                                                                                 | 公演日                                            | 会場                                      |
| ---------------------------------------------------------------------------------- | ------------------------------------------------------------------------------------ | ------------------------------------------------- | ----------------------------------------- |
| 劇団4ドル50セント プレ公演 『The Making of $4.50「夢を見たけりゃ、目を開けろ。」』 | 本人役                                                                               | 2017年11月3日 - 5日                               | 南青山 スパイラルホール                   |
| 劇団4ドル50セント 旗揚げ本公演 『新しき国』                                        | 安井鈴 役                                                                            | 2018年2月8日 - 12日                               | 新宿 紀伊國屋ホール                       |
| 星の王女さま                                                                       | スウィングガール ヘビ / ユウ 役                                                      | 2018年4月6日 - 15日                               | 天王洲 銀河劇場                           |
| 星の王女さま                                                                       | スウィングガール ヘビ / ユウ 役                                                      | 2018年4月26日 - 28日                              | 春日井市民会館                            |
| 劇団4ドル50セント 週末定期公演 Vol.1 『夜明けのスプリット』                        | 甲組・メガネ 役                                                                      | 2018年6月30日 - 8月3日                            | KeyStudio                                 |
| 劇団4ドル50セント 週末定期公演 Vol.2 『夜明けのスプリット』                        | 丙組・リツコ 役 / アマノ 役（糸原美波とのWキャスト） マッドシャッフル公演・イモコ 役 | 2018年8月11日 - 9月14日                           | 新宿 KeyStudio                            |
| 劇団4ドル50セント 第2回本公演 『ピエロになりたい』                                 | リッチ 役                                                                            | 2018年11月22日 - 12月2日                          | 有楽町 オルタナティブシアター             |
| 宮崎理奈プロデュース公演 『不思議の国のカンタータ2019』                            | オリビア / リオ 役                                                                   | 2019年2月13日 - 17日                              | CBGKシブゲキ!!                            |
| ミュージカル『薄桜鬼 志譚』 ～風間千景篇～                                         | 雪村千鶴 役                                                                          | 2019年4月5日 - 11日                               | 日本青年館ホール                          |
| ミュージカル『薄桜鬼 志譚』 ～風間千景篇～                                         | 雪村千鶴 役                                                                          | 2019年4月18日 - 21日                              | 京都劇場                                  |
| 家庭教師ヒットマンREBORN! the STAGE -vs VARIA part I-                              | 三浦ハル 役                                                                          | 2019年6月14日 - 23日                              | シアター1010                              |
| 家庭教師ヒットマンREBORN! the STAGE -vs VARIA part I-                              | 三浦ハル 役                                                                          | 2019年6月27日 - 30日                              | 柏原市民文化会館 リビエールホール         |
| カンタータ THE LIVE                                                                | リオ 役                                                                              | 2019年7月20日                                     | ラジアントホール                          |
| けものフレンズ「JAPARI STAGE!」～おおきなみみとちいさなきせき～                    | ハブ 役                                                                              | 2019年9月27日 - 10月6日                           | 品川プリンスホテル クラブ eX              |
| 暁のヨナ ～烽火の祈り編～                                                          | ユウノ 役                                                                            | 2019年11月16日 - 23日                             | EXシアター六本木                          |
| 家庭教師ヒットマンREBORN! the STAGE -vs VARIA part II-                             | 三浦ハル 役（映像出演）                                                              | 2020年1月6日 - 13日                               | 天王洲 銀河劇場                           |
| 家庭教師ヒットマンREBORN! the STAGE -vs VARIA part II-                             | 三浦ハル 役（映像出演）                                                              | 2020年1月17日 - 19日                              | 梅田芸術劇場 シアター・ドラマシティ       |
| GENKI Produce vol.16 『家族と呼ばないで −I can't say it enough−』                  | 西田春香 役                                                                          | 2020年1月29日 - 2月2日                            | 築地本願寺ブディストホール                |
| 劇団4ドル50セント OPENREC.tv公演 「LAUGH DRAFT」                                   | トキワ 役                                                                            | 2020年8月4日 - 26日                               | OPENREC.tv（オンライン公演）              |
| ゾンビランドサガ Stage de ドーン！                                                 | 源さくら 役                                                                          | 2020年9月5日 - 6日                                | 草月ホール                                |
| 『家庭教師ヒットマンREBORN!』the STAGE -episode of FUTURE-                         | 三浦ハル 役                                                                          | 前編 2021年7月16日 - 22日                         | 天王洲 銀河劇場                           |
| 『家庭教師ヒットマンREBORN!』the STAGE -episode of FUTURE-                         | 三浦ハル 役                                                                          | 後編 2021年7月28日 - 8月1日（7月27日は公演中止）  | 天王洲 銀河劇場                           |
| 『家庭教師ヒットマンREBORN!』the STAGE -episode of FUTURE-                         | 三浦ハル 役                                                                          | 前編 2021年8月6日 - 8日                           | サンケイホールブリーゼ                    |
| 『家庭教師ヒットマンREBORN!』the STAGE -episode of FUTURE-                         | 三浦ハル 役                                                                          | 後編 2021年8月13日 - 15日（公演中止）             | サンケイホールブリーゼ                    |
| 舞台『機動戦士ガンダム00 -破壊による覚醒-Re:(in)novation』                         | ルイス・ハレヴィ 役                                                                  | 2022年2月7日 - 14日（2月5日・6日は公演中止）      | 新国立劇場 中劇場                         |
| 劇団4ドル50セント オリジナル公演 『 Take Off!!!! 』                                | ダヒ子 / ダヒ 役                                                                     | 2022年3月17日 - 22日 （3月19日 - 22日は公演中止） | シアターグリーン BOX in BOX THEATER       |
| フラガール − dance for smile –                                                     | 神山あや 役                                                                          | 2022年5月14日 - 23日                              | 新国立劇場 中劇場                         |
| 乙女ゲームの破滅フラグしかない悪役令嬢に転生してしまった...」THE STAGE             | マリア・キャンベル 役                                                                | 2022年6月30日 - 7月5日                            | 池袋 サンシャイン劇場                     |
| 舞台「最後の医者は桜を見上げて君を想う」                                           | 神宮寺千佳 役                                                                        | 2022年9月8日 - 11日                               | CBGKシブゲキ!!                            |
| 音楽劇『まほろばかなた』                                                           | おうの 役                                                                            | 2022年10月28日 - 11月6日                          | 天王洲 銀河劇場                           |
| ミュージカル『薄桜鬼』HAKU-MYU LIVE 3                                              | 雪村千鶴 役                                                                          | 2022年10月29日 - 30日                             | Zepp Namba                                |
| ミュージカル『薄桜鬼』HAKU-MYU LIVE 3                                              | 雪村千鶴 役                                                                          | 2022年11月11日 - 13日                             | Zepp DiverCity                            |
| 舞台『リコリス・リコイル』                                                         | 井ノ上たきな 役                                                                      | 2023年1月7日 - 15日                               | 天王洲 銀河劇場                           |
| 劇団4ドル50セント 第3回本公演 『ほどよく洒落たチョコレート』                       | 柿本梢 役                                                                            | 2023年2月8日 - 12日                               | シアター・アルファ東京                    |
| 舞台『Collar×Malice -柳愛時編-』                                                   | 星野市香 役                                                                          | 2023年5月14日 - 21日                              | こくみん共済 coop ホール スペース・ゼロ   |
| 100点un・チョイス！第19回公演 舞台「カタチ」                                       | 楠千晶 役                                                                            | 2023年6月14日 - 6月18日                           | シアターサンモール                        |
| バクテン!! The Stage                                                               | 栗駒あさを 役                                                                        | 2023年10月22日 - 29日                             | ニッショーホール                          |
| 舞台『明日、君を食べるよ2023』                                                     | サナギ 役                                                                            | 2023年12月1日 - 12月3日                           | 新宿村LIVE                                |
| 2024年1月公演「レジスタンスイレブン～陰謀を阻止せよ～」                            | さきほ 役                                                                            | 2024年1月6日 - 8日（出演は6日のみ）               | TACCS1179                                 |
| 舞台『ある閉ざされた雪の山荘で』                                                   | 元村由梨江 役                                                                        | 2024年1月22日 - 1月28日                           | 大手町三井ホール                          |
| 東京印 公演vol.25 「蒼い薔薇のシグナル2024」 ～人は燃え尽きるから面白い～          | 福島結衣 役                                                                          | 2024年2月28日 - 3月3日                            | ザ・ポケット                              |
| ホチキスvol.48「ワイルド番地」                                                     | 佐倉水 役                                                                            | 2024年4月5日 - 4月14日                            | あうるすぽっと                            |
| 舞台「リコリス・リコイル」Life won’t wait.                                         | 井ノ上たきな 役                                                                      | 2024年6月7日 - 6月16日                            | 東京ドームシティ シアターGロッソ          |
| Staging!! Vol.1 『四月十一日を千二百回繰り返したと主張する男』                     | 千葉菜々 役（映像出演）                                                              | 2024年6月14日 - 16日                              | Mixalive TOKYO Theater Mixa               |
| 『舞台 トワツガイ Ⅱ』                                                              | モズ 役                                                                              | 2024年7月18日 - 23日                              | 大手町三井ホール                          |
| 舞台 『チャーリー』                                                                | ミラ 役                                                                              | 2024年9月12日 - 16日                              | 銀座 博品館劇場                           |
| 舞台『結城友奈は勇者である』                                                       | 結城友奈 役                                                                          | 2024年10月12日 - 14日                             | ところざわサクラタウン ジャパンパビリオン |
| 舞台「シロツメクサ」                                                               | 緑川そら 役                                                                          | 2024年10月31日 - 11月4日                          | コフレリオ新宿シアター                    |
| 朗読活劇 『信長を殺した男 2024』木瓜班                                             | 煕子／玉（ガラシャ）、他 役                                                          | 2024年12月5日 - 8日                               | 銀座 博品館劇場                           |
| 爆剣-帝国幻想兵団-                                                                 | 雑賀孫市 役                                                                          | 2024年12月19日 - 23日                             | CBGKシブゲキ!!                            |
| 100点un・チョイス！10周年記念公演第3弾 「あの日々に最高の花束を」                  | 三枝乃亜 役                                                                          | 2025年1月22日 - 28日                              | 赤坂RED/THEATER                           |
| 舞台『アンダースタディ』                                                           | 久我紗季 役                                                                          | 2025年4月16日 - 20日                              | シアター・アルファ東京                    |
| Girls Live Action 『降臨SOUL ～ 是非ニ及バズ ～』                                  | 真田幸村 役                                                                          | 2025年5月21日 - 25日                              | 六行会ホール                              |
| 朗読劇「少年のアビス」                                                             | 秋山 朔子 役                                                                         | 2025年7月3日 - 6日                                | あうるすぽっと                            |
| 舞台「アサルトリリィ」 –眞說・御台場迎撃戦–                                        | 明石愛華 役                                                                          | 2025年9月20日 - 25日                              | シアター1010                              |
| 朗読劇舞台『永久保貴一の極めて怖い話 2025』                                        | 役                                                                                   | 2025年7月19日 - 21日（出演は21日のみ）            | 浅草花劇場                                |
| 舞台『ヘブンバーンズレッド』                                                       | 七瀬七海 役                                                                          | 2025年10月31日 - 11月9日                          | 東京ドームシティ シアターGロッソ          |
| Girls Live Action『降臨SOUL～六文銭ノ誓イ～』                                      | 真田幸村 役                                                                          | 2026年5月13日 - 17日                              | 六行会ホール                              |

### 公演中止
| タイトル                                                   | 役柄                | 公演日                  | 会場              |
| ---------------------------------------------------------- | ------------------- | ----------------------- | ----------------- |
| 舞台「ゾンビランドサガ Stage de ドーン！」                 | 源さくら 役         | 2020年3月11日 - 3月14日 | 草月ホール        |
| 舞台『天下統一恋の乱 Love Ballad～伊達政宗編～』           | ヒロイン 役         | 2020年4月18日 - 4月26日 | 三越劇場          |
| 舞台『機動戦士ガンダム00 -破壊による覚醒-Re:(in)novation』 | ルイス・ハレヴィ 役 | 2020年7月17日 - 7月26日 | 新国立劇場 中劇場 |

### イベント
- Rakuten GirlsAward 2017 AUTUMN/WINTER オープニングアクト（2017年9月16日、幕張メッセ）
- LAGUNA MUSIC FES.2018 新春スペシャル（2018年1月4日、ラグーナテンボス）
- マイナビ presents 第28回 東京ガールズコレクション 2019 SPRING/SUMMER オープニングアクト（2019年3月30日、横浜アリーナ）
- HADO 劇団4ドル50セントCUP（2021年8月23日、Wow Live・Youtube）
- HADO ヴィーナス ウォーズ Sec.1（2021年11月5日、Wow Live・Youtube）- 優勝。

### 生配信ドラマ
- あなたがいなくて僕たちは（2019年5月31日、LINE LIVE） - 第3回に出演。

### オンラインバースデー配信
- 本西彩希帆 22th Birthday 配信（2020年5月29日、Youtube） - ライブ配信サービスYouTube上で開催された[45]。オンラインで開催することとなった。同劇団員の仲美海がデザインし、イベントで販売される予定だったグッズのオリジナルサコッシュは後日期間限定受注生産で販売された[46]。

### テレビ
- 2018 FNSうたの夏まつり（2018年7月25日、フジテレビ系列）
- PLAYLIST（2018年10月23日、TBS系列）
- 2018 FNS歌謡祭（2018年12月12日、フジテレビ系列）

### 映画
- 舞倒れ（2024年春公開予定） - 黒姫 役[47]

### ラジオ
- 甲斐千尋の『 かいちーと夜ふかしでぃ！ 』（2020年11月27日、FMコザ）- 初回放送にゲスト出演。
- 甲斐千尋と本西彩希帆の『 かいちー＆さきほ の のんびり成長☕ 』（2021年2月12日 - 5月21日、FMコザ）- 甲斐千尋とMCとしてレギュラー出演。全4回。

### 雑誌
- 週刊プレイボーイ 2018年15号（2018年3月26日、集英社） - 12人のプロ野球ガールズの応援グラビア。

### ゲーム
- ラグナドール 妖しき皇帝と終焉の夜叉姫（2021年9月、iOS/Android） - 濡女 役[48]
- 日常侵蝕ゲーム『人の交換日記』[49]（2025年2月、ブラウザゲーム）-　主演

### オンラインお話会
- 本西彩希帆 1対１オンラインお話会（2021年8月28日、WithLIVE） - 自身はじめての１対１オンラインお話会。
- バレンタイントークイベント　1対1オンラインお話会（2022年2月19日、WithLIVE） - WithLIVEでの有料トークイベントと2度目の１対１オンラインお話会。